# Marion (Montana)
Marion – jednostka osadnicza w Stanach Zjednoczonych, w stanie Montana, w hrabstwie Flathead.